# Теософия это религия?
«Теософия это религия?» (англ. Is Theosophy a Religion?) — редакционная статья Елены Петровны Блаватской, опубликованная в ноябре 1888 года в теософском журнале «Люцифер». Вошла в 10-й том собрания сочинений автора, в 2000 году была опубликована на русском языке.

## Исследование содержания

### Неверные предположения
Статья начинается с неоднократно воспроизведённого автором в других местах утверждения, что существует «ощущение замешательства» и непонимание со стороны общественности по поводу истинной природы Теософского движения. В частности, нередко предполагают, что движение является религией: 

Год за годом, день за днём наши ответственные работники и просто члены Общества вынуждены вмешиваться в разговоры людей, обсуждающих теософское движение, дабы выразить свой более или менее решительный протест против присвоения теософии статуса религии, а Теософскому Обществу — некоей новой церкви или религиозной организации. Но хуже всего, когда об этом Обществе отзываются как о «новой секте»!
Таким образом, по мнению основательницы движения, теософию нельзя называть ни «религией», ни сектой в обычном смысле этого слова. Она задаёт риторический вопрос, является ли эта путаница результатом укоренившегося предрассудка или же просто ошибкой из-за отсутствия информации. И одновременно предполагает, что «откровенные циники и клеветники» не упустят возможности с помощью ярлыков «-изм» или «секта» зародить чувство недоверия. Блаватская утверждает, что мнение абсолютного большинства просто неверно.

### Против слепой веры
Блаватская подчёркивает, что догматические религии являются антитезой объективности и «отупляют мышление», что никак не соответствует теософским принципам. И она говорит о том, что «главной задачей движения» всегда была борьба с такими верованиями: «Истинным смыслом бытия Теософского Общества с самого начала был открытый протест и честная война против всякой догмы или вероучения, основанного на слепой вере».
Этот «смысл бытия», таким образом, характеризуется здесь как корректирующий импульс, выражаемый в форме «открытого протеста» и «честной войны» против существующего положения. Объектами же этого недовольства являются жёсткие догматические позиции. Критика конкретно направлена на преобладающее отношение, когда предпочтительным является бездумное принятие, а не беспрепятственное исследование. В связи с этим Блаватская утверждает, что «лучшие новобранцы» теософского движения пришли из лагеря агностицизма или даже материализма, где процесс обсуждения является более свободным и не сдерживается догмами. Суть её логики, как можно предположить, в том, что преодолеть личные предубеждения сложнее, если они имеют христианское происхождение, потому что наука, по крайней мере, одобряет объективность, тогда как «христианство проповедует исключительность».

### Теософское определение религии
Блаватскую сильно беспокоит то, как современная теософия воспринимается общественностью. Она снова повторяет, что, с её точки зрения, теософия не является религией, хотя она и связана с конкретными религиозными, философскими и научными представлениями и, следовательно, это может породить путаницу. Тем не менее теософия представляется ей не как «некая» религия (англ. Theosophy is not a Religion), но как «сама религия» (англ. Theosophy is Religion itself). Это решительно высказанное утверждение предполагает, что теософия является выражением более искреннего религиозного чувства и более авторитетного знания и опыта, чем те, что представлены в существующих популярных формах религии. Блаватская чувствует, что теософия способна устранить неудобные и отвлекающие социальные функции религии, которые считает экзотерическими, чтобы оставить «элитарный эзотерический идейный источник», доступный для квалифицированных, должным образом подготовленных персон.
Что же представляет собой теософская интерпретация «самой религии»?

«Религия, в единственно правильном и истинном смысле этого слова, — это не какой-то набор догм и вероучений, но узы, сплачивающие воедино всех людей. Настоящая религия, в самом широком смысле этого понятия, это то, что соединяет не только всех людей, но также и все существа и все вещи во вселенной в единое огромное целое. Таково наше теософское определение религии... Таким образом, мы говорим, что теософия — это не какая-то религия, но сама религия — связующая ткань, настолько универсальная и всеобъемлющая, что ни один человек и ни одна частичка бытия — от богов и смертных людей до животных, стебелька травы и мельчайшего атома — не могут быть обделены её светом. И потому каждая организация или общество, носящее её имя, по необходимости должно быть всеобщим братством».

### Духовная алхимия
Блаватская пишет, что, рассматриваемая как философия, теософия «превращает внешне неблагородные металлы всех ритуальных и догматических верований (включая христианство) в золото фактов и истин и тем самым создаёт подлинную и универсальную панацею от всех человеческих недугов». Эта аналогия поясняет различие между экзотерической и эзотерической интерпретацией символов, мифов, легенд, священных писаний, фольклора, то есть, практически всех форм культурного материала. С точки зрения Блаватской, теософия является фильтром, через который  должны быть пропущены и «трансмутированы» все религиозные атрибуты. Она искренне убеждена, что эта методология крайне необходима, чтобы исправить искажённые представления экзотерической стороны религии.
По мнению автора статьи, «практическая теософия — это не отдельная наука», потому что она охватывает все существующие науки духовной и физической жизни. Её можно назвать всемирным «наставником», или преподавателем универсального знания, опыта и эрудиции, призванных не только помочь «ученику» благополучно сдать экзамены по всем видам научной и моральной деятельности в этой земной жизни, но и подготовить его к последующим жизням. Для этого «необходимо изучать вселенную и её тайны, глядя сквозь себя самого, а не через очки религий и ортодоксальной науки».

### Источник мудрости
А. Калнитски отметил, что, согласно «мифу о происхождении теософской доктрины», изначальная истина о вселенной была впервые передана предкам человеческой расы духовно продвинутыми существами в значительно большем объёме, чем предполагается при экзотерическом подходе. Первоначальное откровение «экстра-космической истины» (то есть передача первичного духовного знания в ходе соответствующей фазы цикла) якобы было осуществлено «духовно возвышенными мудрыми существами», которые были уверены, что это эзотерическое знание закрепится с помощью символического «кодирования» и традиций духовно зрелых и правильно ориентированных интерпретаторов. Передача изначальной истины является необходимой частью общей эволюционной схемы, и вовлеченные в это духовно продвинутые существа должны гарантировать, что «изначальная мудрость» будет доступной при любых обстоятельствах и условиях, хотя бы и в завуалированном или тайном представлении.
По поводу «духовно возвышенных мудрых существ» Блаватская пишет:

Появление так называемого «оккультизма» (или, скорее, эзотерической науки) связано с теми существами, которые, следуя закону кармы, воплотились в нашем человечестве и заложили в нём основы тайной науки, которую бесчисленные поколения адептов передавали затем из века в век, сверяя её учения с собственными наблюдениями и опытом и периодически возвещая о ней миру. Основная масса этих знаний (которыми ни один человек не может обладать в полном объёме) как раз и составляет то, что мы теперь называем теософией, или «божественным знанием».
Блаватская утверждает, что единство всего во вселенной уже само по себе подразумевает и оправдывает веру теософов в существование знания «одновременно научного, философского и религиозного», демонстрирующего реальность взаимосвязи всех существ и объектов вселенной. «Но такое знание по необходимости должно быть религией, и потому во всей своей совокупности и универсальности оно называется мудростью-религией».

### Предрассудки и заблуждения
Блаватская полагает, что «родительский ствол» всех без исключения религий и философских систем содержит в себе «великую Истину», которая «до настоящего времени» была скрыта, искажена или просто игнорировалась. Она пишет, что её «Тайная доктрина», книга, в которой изложено всё, что может быть передано человечеству в «текущем столетии», представляет собой попытку расчистить часть общего фундамента всех — великих и малых религий и философских систем. «Было признано необходимым взорвать весь огромный пласт окаменевших предрассудков и заблуждений, скрывающих ныне единое основание (а) всех великих мировых религий, (б) малых сект и (в) теософии в её современном изложении — как бы глубоко ни оказалась скрытой от нас великая Истина по причине нашей собственной ограниченности и несовершенства наших познаний».
Блаватская считает, что предрассудков и заблуждений накопилось довольно много, потому что они были созданы «великим множеством людей», попытка же теософов бороться с ними привела к тому, что «нападки на всех теософских авторов и на само Общество стали постоянными». Даже их друзья и читатели теософских журналов нередко характеризуют попытку справиться с заблуждениями как «немилосердные нападки на христианство», «нетеософичные оскорбления» и т. п. Она пишет: «И всё же они необходимы и даже неотвратимы, если мы хотим приблизиться хотя бы к относительным истинам. Мы хотим называть вещи своими именами и готовы пострадать за это (как обычно). Нет смысла обещать людям истину, а затем подмешивать к ней заблуждения и вымысел исключительно по слабости характера... Ведь то, что теософию теперь однозначно считают религиозной сектой, стало результатом политики бездействия и пассивности самих теософов».

## Критика
Р. Генон писал, что представленное лидерами Теософского Общества заверение о якобы «восточном происхождении» их «претендующей на эзотеризм» доктрины оказалось ложным, а её «первоначальная направленность была откровенно антихристианской». По его мнению, «между доктриной Теософского Общества или, по крайней мере, тем, что таковой провозглашается, и теософией в истинном смысле этого слова, нет абсолютно никакого родства». Назвав теософию Блаватской «теософизмом», он охарактеризовал её в своей книге как «псевдорелигию».
В 1912 году «Католическая энциклопедия»  охарактеризовала отношение теософии Блаватской к религии и науке так:

«Современная теософия претендует на титул науки: её учения-де являются продуктом мысли, их источник есть сознание, а не какое-то там божественное откровение. <...> В действительности же, теософия — это одна из форм пантеизма, она отрицает личностного Бога и личное бессмертие. Её призыв к духовному в человеке и её стремление к соединению с Божеством основаны на противоречивой метафизике, воображаемой психологии, системе этики, которая признает не свободную волю, но абсолютную неизбежность кармы. Нет никаких доказательств истинности её учения, за исключением простых заявлений её лидеров. Отрицание личностного Бога аннулирует её притязания быть духовной философией. Похоже, она представляет собой странную смесь мистики, шарлатанства и бесплодных притязаний на то, чтобы выразить своё учение в словах, одновременно отражающих дух христианской этики и современной науки».

## Публикации
- Is Theosophy a Religion? (англ.) // Lucifer : журнал. — London: Theosophical Publishing Society, 1888. — November (vol. 3, no. 15). — P. 177—187.
- Is Theosophy a Religion? // Collected Writings / под ред. B. De Zirkoff. — Wheaton, Ill: Theosophical Publishing House, 1964. — Vol. 10. — P. 159—173.
- Теософия — это религия? // Астральные тела и двойники. — М.: Сфера, 2000. — С. 89—109. — 384 с. — (Белый Лотос). — ISBN 5850000879.
- Теософия — это религия? // Происхождение Начал. — М.: Сфера, 2006. — 480 с. — (Елена Блаватская потомкам). — ISBN 5939751644.

## Комментарии
1. ↑  «Lucifer», vol. 3, № 15, November, 1888, p. 177—187.[1]
2. ↑  Cit. Blavatsky H. P. Is Theosophy a Religion?[2]
3. ↑  По утверждению Д. Г. Мелтона, теософия представляет собой традиционный религиозный культ, наряду с христианской наукой, розенкрейцерством, спиритуализмом, сатанизмом, мормонизмом и т. д.[4] Однако Р. Эллвуд писал, что Теософское Общество не представляет собой церковь или религиозную организацию в обычном смысле: «Многие теософы, включая меня, — члены церкви и других религиозных организаций. Теософами являются христиане, индуисты, буддисты и другие».[5]
4. ↑  «Thomas Merton has noted that the mystics of one religion may sometimes feel greater affinity to the mystics of other religions than to the ordinary adherent of the same religion».[6]
5. ↑  Cit. Blavatsky H. P. Is Theosophy a Religion?[3]
6. ↑  Как сказал Субба Роу, «Теософское Общество стоит на совершенно несектантской основе; оно симпатизирует всякой религии, но не всякому злоупотреблению, существующему под личиной религии».[7]
7. ↑  Cit. Blavatsky H. P. Is Theosophy a Religion?[9]
8. ↑  «The basic teaching of theosophy is the universal brotherhood of humanity. Hence springs the preaching of toleration to all persons and to all varieties of belief, e.g. Buddhists, Christians, Atheists».[10]
9. ↑  О. Хаммер заметил, что У. К. Джадж, один из основателей Теософского Общества, «называл теософию научной религией, или религиозной наукой».[13]
10. ↑  Cit. Blavatsky H. P. Is Theosophy a Religion?[14]
11. ↑  «Теософия [Блаватской] есть не религия, а божественное знание или наука. Самый термин относится, по объяснению г-жи Блаватской, не к единому Богу, а к богам или ко всякому божественному существу, и означает не мудрость Божью, а божественную мудрость, т. е. такую, которая принадлежит богам вообще».[15]
12. ↑  Cit. Blavatsky H. P. Is Theosophy a Religion?[16]
13. ↑  В. А. Трефилов[укр.] писал: «Учение Е. П. Блаватской с самого начала формировалось как синтез философских воззрений и религиозных форм различных эпох и народов с современными ей научными идеями. Фактически теософия была одной из первых попыток создания новой парадигмы мышления путем синтеза научного и вненаучного знания».[17]
14. ↑  Cit. Blavatsky H. P. Is Theosophy a Religion?[18]
15. ↑  Cit. Ibid.[19]
16. ↑  Всё же, по мнению Н. Гудрик-Кларка, теософия [Блаватской] внесла в западный эзотеризм существенный вклад, в частности, в представление эзотерических идей в контексте современной науки, включая теорию эволюции, геологию, антропологию и расовые теории.[22]
17. ↑  Тем не менее Е. А. Торчинов писал: «Если избавиться от жупела "мистики" и вести обсуждение в рамках проблемы изменения общенаучной парадигмы, проблемы изоморфизма сознания и физического мира и даже онтологии сознания вообще, диалог между физиками, философами, религиоведами и психологами вполне мог бы состояться».[24]

### Теософские источники
- An Index to «Lucifer», 1887—1897, London (англ.). Union Index of Theosophical Periodicals. The Campbell Theosophical Research Library (8 апреля 2016). Дата обращения: 18 мая 2016.
- Brooks R. W., Hao Chin V. Religion (англ.). Theosopedia. Manila: Theosophical Publishing House (23 марта 2012). Дата обращения: 17 мая 2016.
- Subba Row T. Notes on the Bhagavad Gita. — Theosophical University Press, 1978. — ISBN 1-55700-126-x.